# Лімож Гандбол
Ліможський гандбол (фр. Limoges Handball) — скорочено LH — французький гандбольний клуб, заснований у 2005 році в Ліможі, департамент Верхня В'єнна, регіону Нова Аквітанія. З 2020 року він виступає в Старлізі, найвищому національному рівні.
11 березня 2020 року було виявлено підтверджений випадок Covid-19 серед професійних працівників. Наступного дня НХЛ припинила всі чемпіонати на 4 тижні, перш ніж зробити останню зупинку 14 квітня 2020 року: Сессон був оголошений чемпіоном Франції у D2 і перейшов у Старлігу (D1) з Ліможом 87, другий.